# Halleluhwah
Halleluhwah este un cântec al trupei de krautrock, Can de pe albumul lor din 1971 Tago Mago. Piesa ocupa la lansarea albumului o parte întreagă de vinil având o durată de 18 minute și 28 de secunde. Este o piesă ce reprezintă foarte bine sonoritatea formației în acea perioadă conținând porțiuni importante de improvizații.